# Коробовское (Костромская область)
Коробовское — деревня в Парфеньевском районе Костромской области.

## География
Находится в центральной части Костромской области приблизительно в 9 км по прямой на северо-восток от центра района села Парфеньево.

## История
Деревня имелась на карте 1840 года. В 1872 году здесь было учтено 33 двора, в 1907 году — также 33, в 1907 году —103. В период существования Костромской губернии деревня относилась к Кологривскому уезду. До 2021 года деревня входила в состав Парфеньевского сельского поселения.

## Население
Постоянное население составляло 188 человека (1872 год), 146 (1897), 146 (1907), 5 в 2002 году (русские 100 %), 0 в 2022.